# Irena Dąbkowska

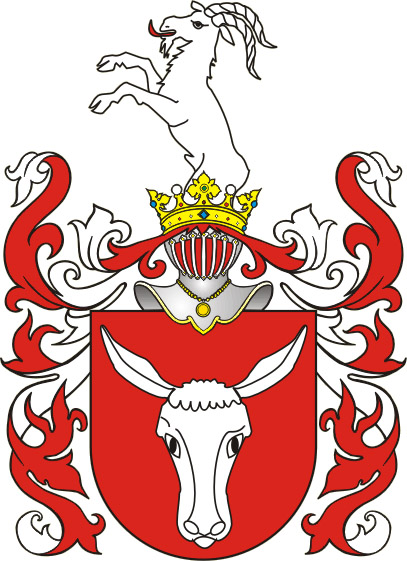
Półkozic (herb szlachecki) – herb Dąbkowskich

Irena Antonina Dąbkowska (ur. 28 lutego 1901 w Radomiu, zm. 1943) – polska uczona, specjalistka w zakresie botaniki i geologii, nauczycielka, żołnierka Armii Krajowej. Badaczka torfowisk, autorka opracowań roślinności Polesia.

## Młodość i edukacja
Urodziła się 28 lutego 1901 roku w Radomiu jako Irena Antonina, córka Adama Dąbkowskiego, urzędnika i handlowca, oraz Stefanii z Rodziewiczów. Pochodziła z rodziny ziemiańskiej, jej dziadkowie ze strony matki byli właścicielami majątku Mazowszany niedaleko Radomia. Miała dwoje rodzeństwa, brata Witolda (który został inżynierem rolnikiem) oraz siostrę Alinę (artystkę plastyka, żonę Tadeusza Chylińskiego – konstruktora lotniczego). Dzieciństwo spędziła w Warszawie, potem w Zielonce pod Warszawą, a od 1917 r. w Sosnowcu. Naukę na poziomie podstawowym i średnim pobierała w domu. W 1913 r. zdała egzamin i została przyjęta do prywatnej szkoły żeńskiej p. Jadwigi Kowalczykówny w Warszawie (tzw. „Szkoła na Wiejskiej”), jednak w kwietniu 1914 za złe wyniki w nauce i naganne zachowanie została ze szkoły usunięta. Przeniosła się do Krakowa, gdzie w latach 1916–1922 uczęszczała na kursy maturalne i w dniu 21 lutego 1923 w Państwowym Gimnazjum Żeńskim (dawnym Prywatnym Gimnazjum Żeńskim J. M. Lewickich) w charakterze eksternistki zdała egzamin maturalny.
W 1922 rozpoczęła studia na Wydziale Filozoficznym Uniwersytetu Jagiellońskiego, początkowo jako wolny słuchacz, a od 1923 jako studentka. Przez pierwsze dwa lata studiowała filologię romańską i polską, a od roku akademickiego 1924/1925 głównie botanikę. Pierwszy kontakt z botaniką zawdzięczała matce, której pomagała w kompletowaniu zielników. Na ostateczny wybór botaniki jako kierunku studiów duży wpływ miało jej zetknięcie się z prof. Władysławem Szaferem. W czasie studiów działała w Akademickim Kole Kresowym, w którym pełniła funkcję zastępcy redaktora Gazetki Kresowej i tam pod wpływem kresowiaków zafascynowała się Polesiem. Z tym terenem bliżej zapoznał ją geolog Eugeniusz Panow.
Studia zakończyła 15 września 1927 r. Kiedy powstało Biuro Projektu Melioracji Polesia we Lwowie, podjęła w nim pracę – lato spędzała w terenie, a zimę w laboratorium opracowując zebrany materiał oraz przygotowując rozprawę doktorską. Stopień naukowy doktora filozofii w zakresie botaniki i geologii uzyskała 5 marca 1932 roku. Praca doktorska Zatorfienia dolinne Łani została napisana pod kierunkiem profesora Stanisława Kulczyńskiego w Instytucie Systematyki Roślin Uniwersytetu Jana Kazimierza we Lwowie i obroniona na Wydziale Przyrodniczym UJK. Opublikowana została pod tytułem Zatorfienie dolinne Łani.
Około 1933 roku poślubiła Jana Zimosza, oficera rezerwy z Polesia. Związek po niedługim czasie zakończył się rozwodem.

## Przebieg pracy zawodowej
W czasie studiów udzielała korepetycji. W roku szkolnym 1927/1928 pracowała jako nauczycielka w Gimnazjum Filologicznym Żeńskim im. Marii Konopnickiej w Radomiu. W latach 1928–1930 podjęła pracę w Instytucie Botanicznym Uniwersytetu Jagiellońskiego jako wolontariuszka. Opracowała wtedy m.in. roślinność Polesia. Jej badania finansowane były przez Komisję Fizjograficzną Polskiej Akademii Umiejętności, w tym badania florystyczne w powiecie drohiczyńskim i pińskim (azalia pontyjska, orzech wodny), jak również w okolicy Równego, na Polesiu i Wołyniu.
Od 1930 r. należała do Polskiego Towarzystwa Botanicznego, a od 3 czerwca 1935 r. była współpracowniczką Komisji Fizjograficznej Polskiej Akademii Umiejętności. 
W latach 1930–1933 pracowała w Biurze Projektu Melioracji Polesia we Lwowie. W tym okresie współpracowała z prof. Stanisławem Kulczyńskim. W 1930 r. razem z jego zespołem uczestniczyła w wyróżnianiu i kartowaniu typów torfowych północnej, północno-wschodniej i wschodniej części Polesia. Lata 1930–1938 to współpraca z prof. Bolesławem Hryniewieckim i jego Zakładem Systematyki i Geografii Roślin Uniwersytetu Warszawskiego oraz z Państwowym Instytutem Geologicznym w Warszawie (badania częściowo finansowane przez Fundusz Kultury Narodowej, a następnie przez Kasę im. Mianowskiego) – badała torfowiska północno-wschodniej Polski. W sierpniu 1935 r. na terenie województw nowogrodzkiego i wileńskiego prowadziła badania botaniczno-geologiczne. W 1936 r. przeprowadziła badania torfowisk na terenie Wileńszczyzny w ramach prac zespołowych Zakładu Mineralogii i Petrografii Uniwersytetu Stefana Batorego w Wilnie, m.in. skartowała arkusze „Michaliszki” i „Święciany”. 25 maja 1937 r., w kontynuacji badań prowadzonych dla Państwowego Instytutu Geologicznego w 1934 r., powołana została  do kierowania pracami badawczymi nad poleskimi torfami. W czasie dwóch sezonów 1937 i 1938 r. kierowała 4 ekipami badawczymi w północno-wschodniej Polsce, gdzie badano wartość energetyczną złóż torfu na wypadek odcięcia dostaw śląskiego węgla na skutek przewidywanych działań wojennych. W 1937 r. badała torfowiska na arkuszach „Świr” i „Koziany”. 
Co najmniej od 1933 r. zajmowała stałe miejsce w Muzeum Fizjograficznym PAU i przeprowadzała badania nad okresem dyluwialnym (plejstocenem) w Polsce, uporządkowała również pokaźny zbiór nasion rodzaju Carex, przygotowując z niego materiał porównawczy. Według niektórych źródeł już około 1930 roku była zaangażowana przy preparowaniu i sortowaniu szczątków roślin ze Staruni pobranych z otoczenia i towarzyszących odkrytym tam nosorożcom włochatym z okresu plejstocenu. W maju 1934 r. powierzono jej kontynuowanie badań terenowych w okolicach Staruni w celu zebrania uzupełniających materiałów florystycznych, dostępnych na powierzchni. W czerwcu 1935 r. eksplorowała pod względem florystycznym okolice Opatowca i Nowego Korczyna w powiecie pińczowskim. Od maja 1936 do wiosny 1937 r. w Muzeum Fizjograficznym Polskiej Akademii Umiejętności opracowywała zbiory nasion – sporządziła katalog kartkowy, nasiona umieściła w odpowiednich rurkach i pudełkach, które zaetykietowała, jednocześnie prowadząc badania nad zagadnieniem młodszego dyluwium w Polsce. 
W czasie II wojny światowej od sierpnia 1940 r. do wiosny 1942 r. była zatrudniona przez niemiecką Abteilung Wissenschaft und Unterricht (okupacyjne władze oświatowe dystryktu krakowskiego, które zarządzały m.in. muzeami) do pomocy przy zbiorach botanicznych Muzeum Fizjograficznego PAU. 

## Główne osiągnięcia naukowe
Zakres badań botanicznych Ireny Dąbkowskiej to florystyka, paleobotanika i palinologia, fitogeografia, torfoznawstwo.
- Florystyka. Opublikowała dane o nowym stanowisku kotewki mucańskiej (Trapa muzzanensis Jäggi) z jeziora Pohost w powiecie pińskim. Podała na podstawie literatury i własnych badań stanowiska występowania na Polesiu 16 gatunków z rodziny Juncaceae, 66 gatunków z rodziny Cyperaceae, w tym 2 podane po raz pierwszy dla wschodniej Polski (Carex arenaria L., C. ligerica J. Gay), 79 gatunków z rodziny Gramineae, 22 z rodziny Orchidaceae, 4 z rodziny Sparganiaceae oraz po 2 z rodzin Typhaceae i Araceae. Opisała trzy nowe stanowiska brzozy karłowatej (Betula nana L.) w powiecie święciańskim na Wileńszczyźnie[2].
- Paleobotanika. Na podstawie analizy pyłkowej torfowisk leżących wzdłuż rzeki Łani, wokół jeziora Kołdyczewo i początkowego odcinka rzeki Szczary (między Baranowiczami a Nowogródkiem) oraz torfowisk Ziemi Dobrzyńskiej zrekonstruowała sukcesję florystyczną poszczególnych typów torfowiskowych i podzieliła ją na 5 faz leśnych, opisała również i w przybliżeniu podała wiek torfowisk każdego z badanych obszarów, w przypadku Ziemi Dobrzyńskiej dokonała również korelacji z wynikami badań innych paleobotaników, m.in. za fazę I uznała okres "między zlodowaceniem dobrzyńskim a transgresją pomorską"[2].
- Palinologia. Opisała budowę pyłku Viburnum opulus L., V. lantana L., Staphylea pinnata L., Cornus sanguinea L., który w stanie kopalnym był wcześniej nieoznaczalny[2].
- Fitogeografia. Wyznaczyła południową granicę zasięgu gatunku Betula nana L. na terenie ówczesnej Polski[2].
- Torfoznawstwo. Opisała 8 typów torfów występujących w północno-wschodniej Polsce, podała ich rozmieszczenie, przybliżone zasoby, wartość opałową i rolniczą. Wydała popularnonaukową publikację pt. „Życie i przeszłość torfowisk. Użytkowanie ich i ochrona” przeznaczoną dla starszej młodzieży, opisała tam skład gatunkowy torfowisk sfagnowych, turzycowych, olszynowych i przejściowych, warunki powstawania i rozwój torfowisk, ich historię oraz sposoby użytkowania. Postulowała także utworzenie rezerwatów chroniących najpiękniejsze torfowiska Polesia[2].

## Działalność dydaktyczna i kolekcjonerska
W Żeńskim Gimnazjum Filologicznym im. Marii Konopnickiej w Radomiu uczyła przyrodoznawstwa, chemii i propedeutyki filozofii. Zielnik, który zbierała razem z matką znajduje się obecnie w Muzeum im. Jacka Malczewskiego w Radomiu. W 1933 r. przekazała do Muzeum Fizjograficznego Polskiej Akademii Umiejętności zielnik z Pomorza, z okolic Dobrzynia nad Wisłą, oraz zbiór Juncaceae i Cyperaceae z Polesia. W 1934 przekazała c.d. zielnika z Polesia obejmujący rodziny Gramineae, Orchidaceae, Sparganiaceae, Typhaceae i Lemnaceae, zielnik województwa wileńskiego i nowogrodzkiego, czwartorzędowe nasiona kopalne z Saskiej Kępy i Żoliborza. W 1935 r. przekazała zielnik mchów z województwa nowogrodzkiego, wileńskiego i białostockiego. Rok 1936 to przekazanie zielnika roślin naczyniowych z powiatu święciańskiego (452 arkusze) i z Polesia (919 arkuszy), zbiór Characeae z Wileńszczyzny (14 okazów) i zielnik mchów z powiatu święciańskiego (ok. 500 okazów). Obecnie zbiory te znajdują się w Zielniku Instytutu Botaniki im.Władysława Szafera Polskiej Akademii Nauk w Krakowie.

## Okres II wojny światowej
W okresie okupacji należała do Związku Walki Zbrojnej. Pracując wówczas w Muzeum Fizjograficznym PAU prowadziła w jego ukrytym miejscu nasłuch radiowy, na podstawie którego opracowywała komunikaty do podziemnej prasy. Udzieliła też schronienia koleżance botaniczce dr Karolinie Lubliner-Mianowskiej (1899–1963), briologowi, palinologowi i torfoznawcy, której jako Żydówce z pochodzenia, groziło getto. Pomogła jej w uzyskaniu fałszywych dokumentów i wystarała się o zatrudnienie jej w Muzeum Fizjograficznym. Brała również udział w ramach Akademii Górniczej w pracach zespołów planujących rozwój energetyki w przyszłej Polsce. Pisała też dzieło Flora Polesia ongiś i dziś, w które włożyła całą zdobytą latami wiedzę.
Wiosną 1942 r. zgłosiła się do wielkiej akcji pod kryptonimem „Wachlarz” i odbyła w Warszawie szkolenie w zakresie dywersji. Ponieważ doskonale znała Lwów i Podole, przydzielona została do odtworzenia tam I odcinka, którego dowódcą został prowadzący szkolenie por. „Gotar” (Stanisław Gilewski). Działała w patrolu ppor. „Rywala” (Aleksander Kułakowski). Jesienią 1942 r. dała rodzinie pierwszy i ostatni znak życia. Mieszkającej w Warszawie siostrze Alinie Chylińskiej nieznany młody człowiek dostarczył od niej maleńką karteczkę zapowiadając, że zgłosi się po odpowiedź. Nie zjawił się jednak nigdy i nigdy nie nadeszła żadna wiadomość ani o Irenie Dąbkowskiej, ani innych żołnierzach z jej patrolu. 
Zaginęła bez wieści na Polesiu, przy czym niektóre źródła podają rok śmierci jako ok. 1942, a inne 1943.

## Najważniejsze publikacje

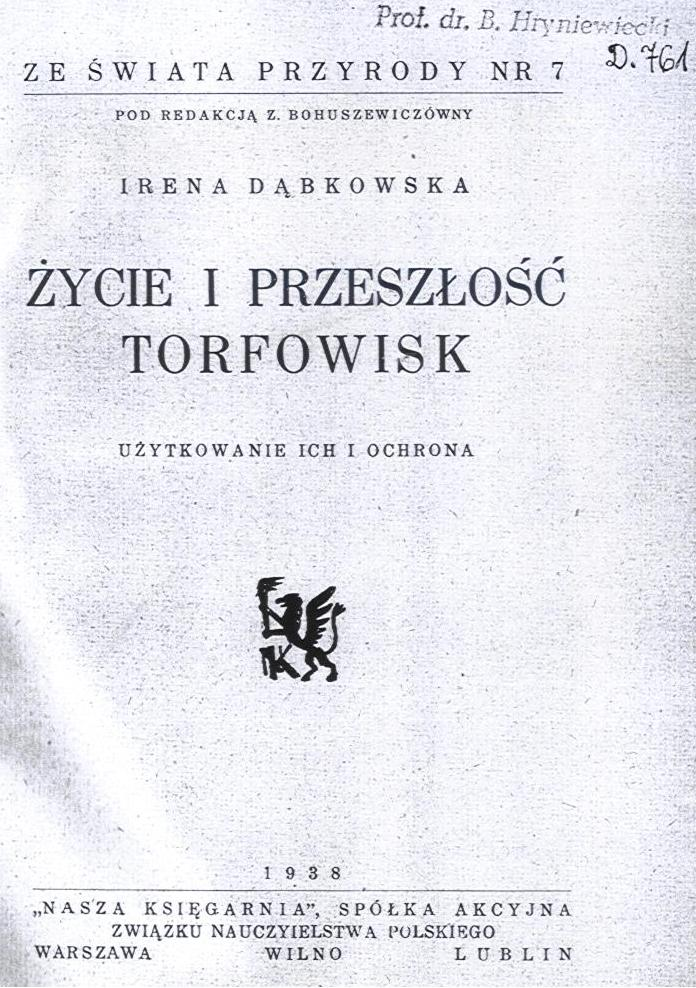
„Życie i przeszłość torfowisk. Użytkowanie ich i ochrona”, 1938

Opublikowała przynajmniej 12 prac z zakresu botaniki, najważniejsze z nich:
- Zatorfienie dolinne Łani (Les Tourbiéres de la vallée de la Łania). Acta. Soc. Bot. Pol. 1932  9: 157-205.
- Nowe stanowisko kotewki mucańskiej (Une nouvelle station de Trapa muzzanensis Jäggi). Acta Soc. Bot. Pol. 1929 6(4): 367-369.
- Materjały do flory Polesia (Juncaceae i Cyperaceae). Acta Soc. Bot. Pol. 1933 10(3): 379-387.
- Torfowiska jeziorne i dolinne źródeł Szczary (Tourbières lacustres et fluviales des sources de la Szczara). Spraw. Posiedz. Tow. Nauk. Warsz. Wydz. IV nauk. biol. (za 1933) 1934 26(1-6): 15-43.
- Materjały do flory Polesia. III. Acta Soc. Bot. Pol. 1934 11 supplementum: 497-511.
- O pyłku kilku krzewów i wyróżnieniu ich przy analizie pyłkowej. Spraw. Komis. Fizjogr. (za 1933 i 1934) 1935 68/9: 35-38.
- O torfowiskach Ziemi Dobrzyńskiej. (On the peat bogs of the environs of Dobrzyń on the Vistula). Spraw. Komis. Fizjogr. (za 1933 i 1934) 1935 68/9: 1-34.
- Sprawozdanie z badań terenowych torfowisk Wileńszczyzny. (C.-R. des recherches sur les tourbières de la région de Wilno). Posiedzenie Naukowe Państwowego Instytutu Geologicznego 1937 48:55-56.
- Nowe stanowiska brzozy karłowatej (Betula nana L.) i granica jej w Polsce. (New stations of Betula nana L. and its limit of repartition in Poland. Spraw. Komis. Fizjogr. (za 1936) 1938 71: 153-160.
- Życie i przeszłość torfowisk. Użytkowanie ich i ochrona. Warszawa-Wilno-Lublin: Nasza Księgarnia, ss. 2 nlb., 75 (publikacja ukazała się w serii Ze świata przyrody pod red. Z. Bohuszewiczówny, 1938 nr 7). Publikacja ilustrowana przez jej siostrę Alinę Chylińską.
- Torfowiska i torfy północno-wschodniej Polski. (Torflager und Torftypen Nordost-Polen)s. Rocznik Ziemi Wschodniej Polski (Warszawa) 1939 5: 87-94.